# 秋田県立横手城南高等学校
秋田県立横手城南高等学校（あきたけんりつ よこてじょうなんこうとうがっこう、英: Akita Prefectural Yokote johnan Senior High School）は、秋田県横手市根岸町に位置する県立高等学校。通称「城南（じょうなん）」。

## 概要
横手城南高等学校は、1913年に開校した実科高等女学校を前身とし、1922年に高等女学校へ組織変更、翌年には町から県に移管、1948年には学制改革により新制高等学校が発足し、現在の横手城南高等学校となった。2008年に男女共学化した。
現行の校舎は1999年竣工で、現在のグラウンドの位置にあった校舎を横手北小学校（初代、1997年閉校）跡地に移転してきたものである。
小説『青い山脈』で知られる作家「石坂洋次郎」が2年間（1926年 - 1928年）国語科教諭として赴任している。

### 校訓
2008年の男女共学化に合わせて制定されたもので、生徒指針はそれ以前の校訓。
- 『恕心』：人を思いやる心、人への思いやりを大切にする心。普遍的な愛。
- 『誠心』：まごころ、誠の心。誠意を尽くして人や物事にあたる心。
- 『協心』：力を合わせ、ともに頑張ろうとする心。お互いの心をかよわせて和する心。

- 生徒指針：『三く一ろの訓』…清く、明るく、美しく、まごころ

## 沿革

### 開校に至るまで
1901年に秋田県立高等女学校（現：秋田県立秋田北高等学校）が秋田市にて開校、中等教育を望む女子の進学先となっていたが、県北・県南地区に高等女学校は存在せず、県立高等女学校へ進学するのは裕福な家庭に育つ者に限られていた。
1910年10月26日に高等女学校令が改正（明治43年勅令第424号）され、主に家政に関する学科目を修める「実科」を設置する「実科高等女学校」の制度が設けられた。実科高等女学校は高等女学校とは別に、中流家庭以下の女子を対象に簡易な中等教育を行うもので、県は実科高等女学校の設立を推奨した。
1913年1月末に横手町（1951年市制施行、旧横手市）が県に町立実科高等女学校の設立を申請し、2月21日に認可された。同年4月21日に「横手町立実科髙等女學校」として横手女子尋常高等小学校（後の横手市立横手北小学校〈初代〉）に併設する形で開校し、授業を開始した。この日が開校記念日として制定されている。

### 県移管と高等女学校への組織変更
1917年の県会にて、知事である川口彦治が県内において高等女学校を一校増設するとの意向を表明し、県内各地の高等女学校誘致運動が勃発した。1918年には横手町を設置候補地とし県が調査を行うが、米騒動による物価高騰により、高等女学校の設置は財政上困難であるとされた。
1922年1月に高等女学校への組織変更を申請、同年3月に許可され、「秋田縣横手髙等女學校」へと改称した。この際に、現行の校歌（作詞：幸田露伴、作曲：小松耕輔）が制定された。ただ、同年10月に新知事として就任した岸本正雄によって、実科高等女学校よりも高等女学校を増設し、かつそれらを県立とする方針が表明。1923年に横手髙等女學校のほか、町立大館・能代、郡立仙北の高等女学校が県立高等女学校へと組織変更し、横手・大曲・大館・能代の県立高等女学校が設立された。秋田縣横手髙等女學校は「秋田県立横手髙等女學校」へと改称された。

### 横手城南高等学校へ
戦後である1947年に学校教育法が施行され、旧制中学校に代わる新制高等学校が発足、秋田県立横手髙等女學校は「秋田県立横手城南高等学校」と現在の校名に改称した。校名変更の際、「桜谷（さくらだに）」や「桜ヶ丘」「城南」「根岸」の校名の候補が上がり、校内投票を実施したところ「城南」が再多数であったことから「城南高等学校」へ決定した。当時の横手市内では、横手城南の他に横手美入野（現：横手高等学校）と横手工業（後の横手清陵学院高等学校）が新制高等学校として発足した。
校舎裏の高地に位置していた横手市立横手北小学校が、児童数減少に伴う通学区域再編によって1997年3月31日に閉校し、朝倉小学校へと統合された。校舎の老朽化に伴う改築期が迫っていた横手城南高等学校校舎は、横手北小校舎の跡地に1999年に新校舎を建設し、移転した。移転元の校舎跡地はグラウンドとして整備された。
2008年に男女共学となった。

### 年表
以下、注釈の無い項目は学校の公式サイトの情報によるもの。
- 1913年
  - 2月21日 - 横手町立実科髙等女學校の設立が認可される。
  - 4月21日 - 「横手町立実科髙等女學校」として開校。横手女子尋常高等小学校の一部を仮校舎として使用。
- 1914年4月18日 - 横手女子尋常高等小学校の南縁に木造校舎を新築。
- 1922年4月1日 - 高等女学校へ組織変更し、「秋田縣横手髙等女學校」へ改称。実科を廃止し本科を置く。
  - 5月10日 - 横手町下根岸町（現在のグラウンド）に木造校舎を新築、移転。
  - 校章制定。
- 1923年4月1日 - 秋田県に移管し、「秋田縣立横手高等女學校」へ改称。
- 1923年4月1日 - 校歌（作詞・幸田露伴、作曲・小松耕輔）制定。
- 1929年4月1日 - 制服改定。
- 1931年4月1日 - 制服改定（セーラー服）。
- 1935年6月17日 - 茶室「銀杏荘」を新築。
- 1948年4月1日 - 学制改革により、「秋田県立横手城南高等学校」へ改称。
- 1950年4月7日 - 定時制課程を併設。
- 1951年6月1日 - 文部省の研究指定校（産業教育）となる。
- 1959年9月4日 - 横手市の寄付により弓道場を新築。
- 1964年11月28日 - 同窓会の寄付により銀杏会館を新築。
- 1965年4月1日 - 制服改定（スーツ）、衛生看護科を設置。
  - 3月31日 - 定時制課程が横手東高等学校に統合される。
- 1966年10月14日 - 全国看護高等学校長協会研究指定校として研究発表会を実施。
- 1981年3月31日 - 家政科を廃止。
- 1996年4月1日 - 制服改定（ブレザー／山本寛斎デザイン）、文部省の研究指定校（エイズ教育）となる。

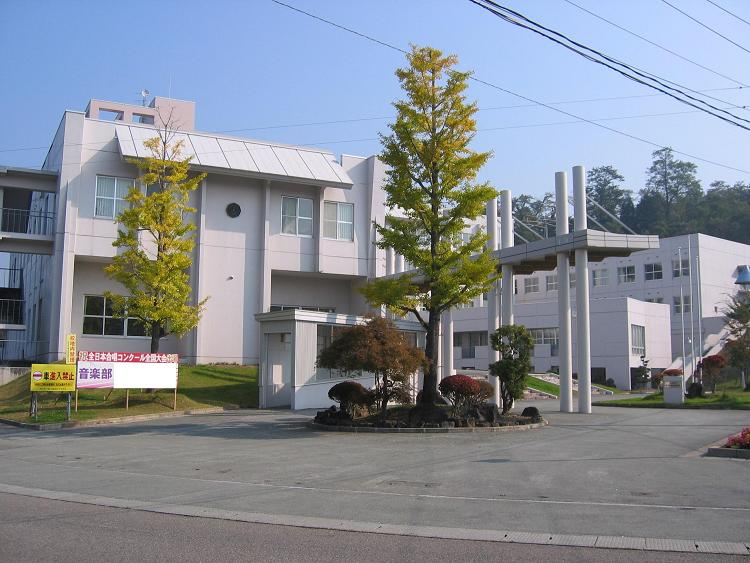
1999年竣工の新校舎（現校舎）

- 1997年7月7日 - 新校舎建築に着工。
- 1999年1月13日 - 新校舎完成、現在の所在地に移転。
  - 1月26日 - セミナーハウス、弓道場が竣工。
  - 10月13日 - 校舎落成記念式典挙行。
- 2004年3月31日 - 衛生看護科を廃止し、普通科のみの5学級編制となる。
- 2006年4月1日 - 2学期制を導入。
- 2008年4月1日 - 男女共学化、男子制服、新校訓を制定。
- 2022年12月 - 銀杏荘（茶室）、銀杏会館を撤去[13]。

## 部活動
（2023年度時点。）
- 運動部
  - 陸上部、男子バスケットボール部、女子バスケットボール部、バレーボール部、バドミントン部、ソフトテニス部、卓球部、ソフトボール部、弓道部、剣道部、野球部
- 文化部
  - 文芸部、被服・食物部、科学部、美術部、音楽部、吹奏楽部、演劇部、書道部、茶道部、舞踊部、華道部
- 同好会
  - YOSAKOI同好会、フォークソング同好会、イラスト同好会

## 周辺
- 秋田県道272号御所野安田線
- 横手公園（横手城）
- 市立横手病院
- 横手興生病院
- 石坂洋次郎文学記念館

## 関係者

### 卒業生
- 黒木悦子（モデル、シャンソン歌手）
- 宝井琴桜（講談師・女性真打ち第1号）
- 藤原美智子（ヘア・メイクアップアーティスト、ラ・ドンナ主宰）
- 雅姫（ファッションデザイナー、ファッションモデル）
- THE SxPLAY（歌手）
- 糸井貴子（バスケットボール選手）
- 寺田静（政治家、中退）
- 村上良子（紬織作家）

### 教職員
- 石坂洋次郎 - 小説家（国語科教諭）